# No More Loud Music
 (juillet 2013).
Si vous disposez d'ouvrages ou d'articles de référence ou si vous connaissez des sites web de qualité traitant du thème abordé ici, merci de compléter l'article en donnant les références utiles à sa vérifiabilité et en les liant à la section « Notes et références ».
Albums de dEUS
The Ideal Crash
(1999) Pocket Revolution
(2005)
No More Loud Music est une compilation de singles du groupe de rock dEUS, sortie en 2001. Les morceaux retracent chronologiquement les trois premiers albums du groupe Worst Case Scenario, In a Bar, Under the Sea etThe Ideal Crash, avec un nouveau single Nothing Really Ends.
La compilation est titrée à partir d'une phrase de la chanson Theme From Turnpike. Le premier EP, Zea qui n'était pas sorti sur le même label est absent de la compilation.
Un DVD du groupe, No More Loud Videos, est sorti conjointement.

## Liste des pistes
1. Suds & Soda (Jules de Borgher, Klaas Janzoons, Stef Kamil Carlens, Rudy Trouvé, Tom Barman) – 5:17
2. Via (Barman, Marc Meyens) – 4:11
3. Hotellounge (Be The Death Of Me) (Barman, Trouvé) – 6:36
4. Theme From Turnpike (Barman) – 5:46
5. Little Arithmetics (Barman, Ward) – 4:34
6. Roses (Barman) – 4:52
7. Fell Of The Floor, Man (Barman, Carlens, De Borgher, Ward) – 5:13
8. Instant Street (Barman, Ward, Danny Mommens) – 6:15
9. Sister Dew (Barman, Ward) – 5:33
10. The Ideal Crash (Barman) – 5:00
11. Nothing Really Ends (Barman) – 5:27